# Marchesato di Gazzuolo

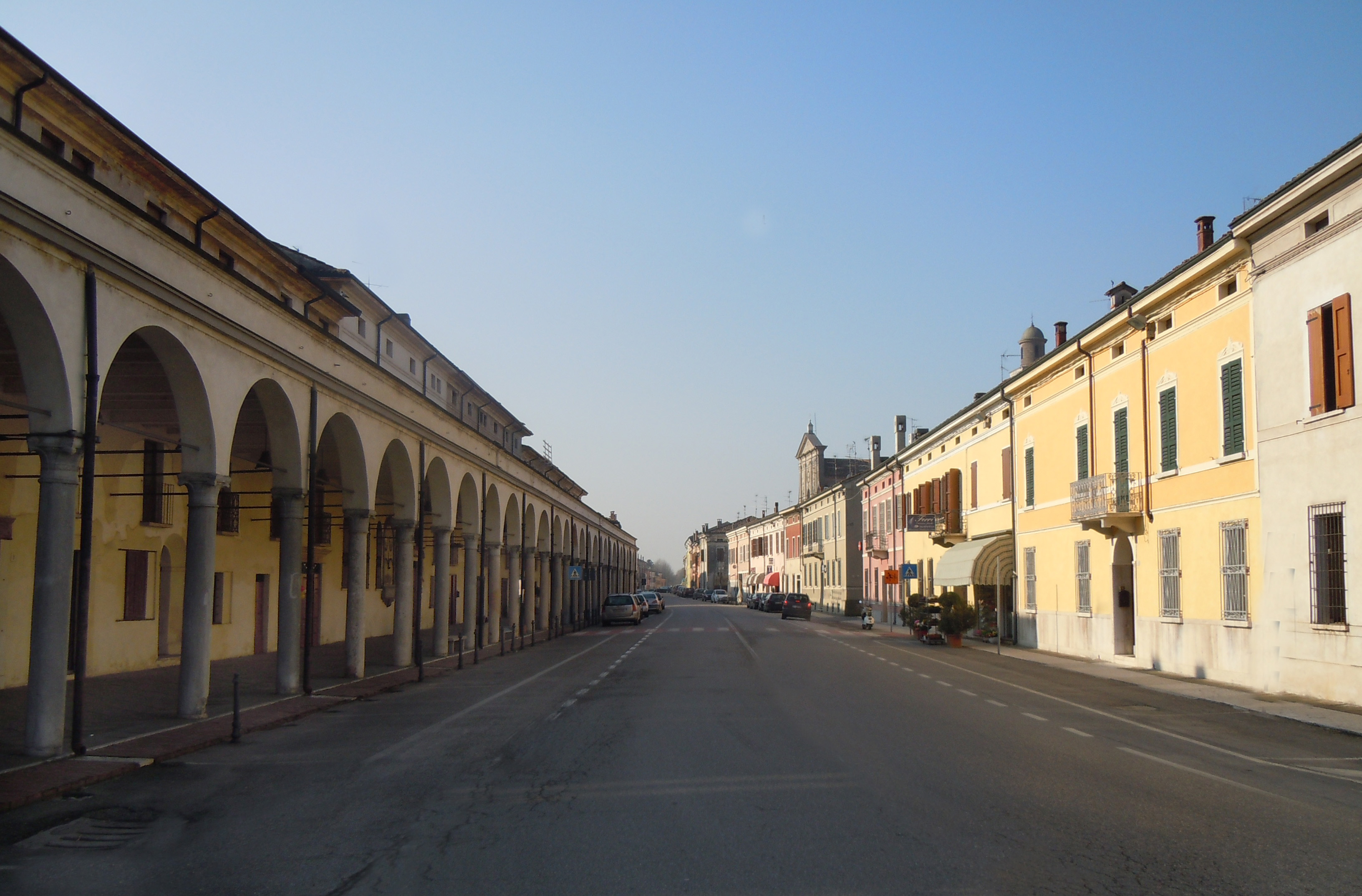
Gazzuolo con i portici gonzagheschi.

Il Marchesato di Gazzuolo fu feudo di un ramo cadetto della famiglia Gonzaga e durò solo 17 anni. Esso si formò nel 1565, quando a governarlo, con decreto imperiale, venne chiamato Federico Gonzaga e scomparve nel 1582 con l'incorporazione da parte del duca Guglielmo Gonzaga nel ducato di Mantova.

## Storia
La nascita del dominio gonzaghesco su Gazzuolo risale al 1478, con lo smembramento dello stato gonzaghesco avvenuto a seguito della morte del marchese di Mantova Ludovico III Gonzaga.
Suo figlio Gianfrancesco ricevette le terre di Gazzuolo, Rivarolo Fuori, Bozzolo, San Martino, Commessaggio, Sabbioneta, Isola Dovarese e Dosolo assieme al fratello Francesco. Nel 1483, alla morte del fratello cardinale, Gianfrancesco divenne unico signore dei territori ereditati aggiungendo agli stessi la Contea di Rodigo. Gianfrancesco e la moglie Antonia del Balzo edificarono una rocca (abbattuta nel 1733) crearono una corte sfarzosa, frequentata da letterati come Matteo Bandello, Ludovico Ariosto e Baldassarre Castiglione. Morì nel 1496 e, come da testamento, i suoi beni vennero divisi tre anni dopo tra i figli maschi: a Ludovico e Pirro toccarono Gazzuolo, Sabbioneta e altre terre.
Pirro si insediò a Gazzuolo ma morì poco dopo, lasciando i suoi beni ai figli Carlo e Federico. Ne seguì un'ulteriore divisione, con il possesso di Gazzuolo a Federico, che nel 1559 ottenne dall'imperatore la conferma dei suoi possessi e il titolo di principe del Sacro Romano Impero. Nel 1565 venne nominato marchese di Gazzuolo.
Probabilmente, a causa di una lite scoppiata con il cugino Vespasiano Gonzaga, duca di Sabbioneta, alla sua morte senza figli, nel 1570, nominò suo erede il duca di Mantova Guglielmo Gonzaga, che, dopo anni di controversie con le altre famiglie Gonzaga davanti alla corte imperiale, il 28 giugno 1582 riportò le terre di Gazzuolo e Dosolo sotto il dominio dei Gonzaga di Mantova.

## Marchesi di Gazzuolo
| 1565-1570 | Federico Gonzaga | (?-1570) |

Nel 1582 passò sotto il ducato di Mantova.